# José Miguel Gómez
José Miguel Gómez y Gómez (Sancti Spíritus, 6 luglio 1858 – New York, 13 giugno 1921) è stato un militare e politico cubano.

## Biografia
Dopo aver intrapreso i suoi studi nella città natale di Sancti Spíritus, si trasferì all'Avana per iniziare la carriera universitaria in legge. Manifestando già da giovane universitario il suo credo indipendentista, appena ventenne si unì alle file dei rivoltosi della guerra dei dieci anni contro la Spagna. Nel 1895 partecipò alla guerra d'indipendenza cubana diventando comandante militare della brigata Sancti Spíritus, guadagnando sul campo il grado di generale di divisione nel 1898. Dopo aver ottenuto la fiducia e la stima del generale e comandante in capo dei rivoltosi cubani Máximo Gómez, costui lo nominò suo vice alla morte del generale Antonio Maceo Grajales, morto in azione a Punta Brava.
Alla fine della guerra, durante l'occupazione statunitense dell'isola cubana, Gómez venne nominato governatore di Santa Clara, incarico che ottenne nuovamente per suffragio popolare nel 1902, guadagnando così quella popolarità a livello politico che gli sarebbe stata di grande aiuto nella successiva campagna per le elezioni presidenziali.
Nel 1905 si candidò per la presidenza di Cuba al fianco di Alfredo Zayas, come rappresentante del Partito Liberale, ma a causa dell'eccesso di violenza scoppiata durante la campagna elettorale, decise di ritirare la propria candidatura. Nel 1906 fu tra i leader del movimento di opposizione contro la rielezione del presidente Tomás Estrada Palma, che costrinsero quest'ultimo a richiedere l'intervento statunitense nell'isola e in seguito a rassegnare le dimissioni, ma costarono a Gómez l'arresto, seppur per un periodo relativamente breve.

### La presidenza
Nelle elezioni del 1908, seguite alla seconda occupazione americana, il 14 novembre fu eletto per ricoprire la carica di presidente di Cuba.
Sotto la presidenza di Gómez la maggior parte dei dicasteri venne assegnata ai liberali di Alfredo Zayas, con Martín Morúa Delgado alla presidenza del Senato ed Orestes Ferrara alla Camera dei Rappresentanti.
A causa della politica economica scriteriata del precedente Governatore provvisorio di Cuba instaurato e voluto dagli Stati Uniti, l'isola cubana versava in una grave situazione finanziaria che costrinse il governo a indebitarsi per circa 16 milioni di pesos. Per incoraggiare le attività commerciali e l'industria vennero costruiti circa 521 kilometri di nuove strade e quelle già esistenti vennero ristrutturate; si costruirono nuove linee ferroviarie e numerosi ponti di collegamento; si dragarono i porti e vennero costruiti nuovi acquedotti.
Il governo di Miguel Gómez cercò di stimolare l'emigrazione nell'isola con l'istituzione del Banco Territorial e di numerose aziende agricole che attirarono circa 140.000 emigranti, molti provenienti anche dall'Italia.
Nonostante operasse esplicitamente in favore dell'oligarchia finanziaria e del monopolio nazionale e straniero, soprattutto statunitense, la presidenza Gómez fu molto attenta ai bisogni della popolazione; per questo motivo mise fuorilegge l'obbligo da parte dei lavoratori di comprare beni di prima necessità nei negozi dei loro padroni, pagandoli a prezzi molto più alti del normale, e impose alcune riforme in materia di diritto del lavoro, imponendo l'obbligo di un minimo salariale.
Asservitosi tuttavia agli interessi statunitensi e britannici nell'isola, il governo Gómez fu travagliato dalla forte diffusione della corruzione a tutti i livelli, che incoraggiò la diffusione capillare della speculazione ai limiti della legge e del gioco d'azzardo.
Numerose furono le manifestazioni di malcontento, soprattutto da parte dei reduci della guerra d'indipendenza, i quali sostenevano di essere esclusi dalle pubbliche amministrazioni nonostante il loro contributo personale alla nascita della nuova Cuba indipendente. La risposta del governo fu molto labile, con una proposta di legge che pretendeva di alienare dai pubblici uffici tutti coloro che avevano combattuto contro il movimento indipendentista, ma che venne in seguito abbandonata perché considerata incostituzionale.

### La soppressione del movimento delPartido Independiente de Color
La minaccia più grave alla stabilità del governo Gómez fu rappresentata dal movimento di protesta del Partido Independiente de Color, organizzazione politica fondata da Evaristo Estenoz Corominas il 1º agosto 1908 con lo scopo di combattere la discriminazione razziale contro gli schiavi affrancati durante la guerra indipendentista e contro i meticci. Il 25 febbraio 1912 una folta delegazione del movimento, capitanata dal loro fondatore, si presentò al cospetto del presidente Gómez rivendicando un'istanza per far approvare un emendamento da parte della Camera dei Rappresentanti e del Senato affinché si stabilisse la possibilità che un partito politico potesse identificarsi per colore della pelle o per altre categorie razziali e che potesse quindi perseguire espressamente delle politiche a sfondo razziale. A tali istanze il presidente Gómez obiettò che si trattava di una procedura appannaggio del parlamento e si rifiutò di impegnarsi a tale scopo. Il 23 aprile di quello stesso anno il Tribunale Supremo cubano definì illegale e sediziosa l'attività propagandistica del Partido Independiente de Color, scatenando violente proteste.
Alle forze dell'ordine fu indicato di arrestare tutti i rappresentanti più importanti del movimento e il 3 maggio 1908 venne approvata la cosiddetta Ley Morúa, ideata dal moderato Martin Morúa Delgado, il più importante rappresentante del movimento afro-cubano all'interno del governo Gómez, secondo la quale doveva essere considerato illegale qualsiasi movimento o partito politico a sfondo razziale. Male organizzato ed armato e concentrato in gran parte nel versante occidentale dell'isola, il movimento degli independentistas subì una repressione violenta e a tratti sanguinosa che provocò almeno 2.000 vittime, facendo affondare per sempre l'ideale dell'uguaglianza razziale che era stato uno dei capisaldi del movimento indipendentista. Il 31 maggio 1912 gli Stati Uniti, temendo rappresaglie contro le piantagioni di zucchero e sul resto delle proprietà americane sull'isola, inviarono la nave da guerra USS Nebraska, facendo sbarcare i marines presso il piccolo villaggio di Daiquiri, circa 14 kilometri da Santiago di Cuba.

### La sconfitta elettorale e l'arresto
I problemi razziali e la forte diffusione del malaffare e della corruzione si unirono alla divisione interna al Partito Liberale tra i sostenitori di Gómez e quelli del suo avversario ed ex-alleato Zayas. Nonostante si fossero riavvicinati per non provocare la sconfitta elettorale del loro partito, Gómez e Zayas causarono l'elezione del conservatore Mario García Menocal. Convinti di essere stati sconfitti a causa di pesanti brogli elettorali, i capi del Partito Liberale decisero di opporsi con la forza delle armi alla nuova elezione, organizzando bande armate nella città di Camagüey e a Santiago di Cuba, che tuttavia vennero presto represse dai militari fedeli al nuovo presidente cubano, anche grazie all'appoggio degli Stati Uniti. Miguel Gómez e suo figlio Miguel Mariano vennero arrestati e condotti nella fortezza prigione di Castillo del Príncipe, nella parte vecchia dell'Avana.
Beneficiando di un'amnistia, il 18 marzo 1918 riguadagnò la libertà, aspirando alla candidatura per la presidenza nelle elezioni del 1921, dove però venne sconfitto dal suo antico alleato-avversario Alfredo Zayas. Amareggiato per la sconfitta, si ritirò dalla vita politica del suo paese e si trasferì negli Stati Uniti, dove morì di polmonite, mentre era ospite del Plaza Hotel di New York.